# Disposició perversa polimorfa
En psicoanàlisi, la sexualitat infantil es pot descriure com una disposició perversa polimorfa en la mesura en què es troba sotmesa al joc de pulsions parcials, íntimament lligada a la diversitat de zones erògenes i mentre es desenvolupa abans d'establir-se les funcions genitals pròpiament dites. Segons diu Freud en Tres assaigs sobre teoria sexual:
 És instructiu que sota la influència de la seducció, l'infant es puga convertir en un pervers polimorf, i siga desencaminat a practicar totes les transgressions possibles. Açò demostra que té en la seua disposició l'aptitud per fer-ho; aquestes transgressions xoquen amb poques resistències perquè, segons siga l'edat de l'infant, no s'han erigit encara o s'estan construint els dics anímics contra els excessos sexuals: la vergonya, el fàstic i la moral. (...) és impossible no reconéixer alguna cosa comuna en tots els éssers humans, que s'origina en la uniforme disposició a totes les perversions.